# Spielkonsole
Eine Spielkonsole (auch Videospielkonsole, umgangssprachlich auch nur Konsole genannt) ist ein elektronisches Gerät, das im Gegensatz zu Allzweck-Computern ausschließlich oder hauptsächlich zum Ausführen von Videospielen gedacht ist. Manche Konsolen sind auch für andere Zwecke wie etwa Video- und Musikstreaming verwendbar, oder es ist eine entsprechende Nachrüstung möglich.
Stationäre Konsolen bestehen meist aus einer Basiseinheit mit ein oder mehreren Controllern zur Steuerung des Spiels. Zur Ausgabe der Ton- und Bildinhalte dienen dabei handelsübliche Fernseher und Monitore. Tragbare Konsolen dagegen vereinen Basiseinheit, Controller und Anzeige in einem einzigen handlichen Gerät, weswegen sie auch als Handheld-Konsolen (von englisch handheld, zu deutsch handgehalten) bezeichnet werden.

## Geschichte stationärer Spielkonsolen
Diese kann man grob in mehrere Abschnitte bzw. sogenannte Konsolengenerationen einteilen (siehe Literatur), wobei die Zuordnung und Zählweise von Quelle zu Quelle oft variiert. Einige Angaben ignorieren beispielsweise die Anfänge vor dem sogenannten „Video Game Crash“ im Jahr 1983 und zählen die hier dritte Generation zur ersten.

### Die Anfänge
Die erste Spielkonsole der Welt war die 1968 von Ralph Baer entwickelte Brown Box bzw. die im Jahre 1972 erschienene lizenzierte Version namens Magnavox Odyssey. Da die Geräte der ersten Generation ausschließlich für den Anschluss an handelsübliche Fernsehgeräte vorgesehen sind, wurden sie in Deutschland meist Telespiele oder Tele-Spiele genannt. Zu den ersten Konsolenspielen überhaupt gehört Pong. Die Konsolen der ersten Generation bieten nur vorgegebene Spielvarianten, austauschbare Spielmodule gab es nicht. Bei diesen Geräten handelt es sich nicht um Computer im eigentlichen Sinne; es gibt keine Programme, denn die einzelnen Spiele werden direkt durch festverdrahtete elektronische Schaltkreise erzeugt. Außerdem verfügen sie noch nicht über einen Mikroprozessor. Zu den Konsolen der ersten Generation zählen unter anderen die Home-Pong-Konsolen von Atari oder die Coleco-Telstar-Konsolen von Coleco.

### 8-Bit-Ära bis zum Video-Game-Crash (November 1976 bis 1982)
Die Konsolen der zweiten Generation konnten einfache 2D-Grafiken darstellen, bieten im Vergleich zu späteren Konsolen nur sehr wenige Farben, besitzen keine Grafikbeschleunigung und einen nur sehr beschränkten Speicher. Es handelt sich technisch gesehen schon um richtige Computer. Als CPU kamen (abgesehen vom Intellivision) 8-Bit-Prozessoren (zuerst auch 4-Bit-Prozessoren) zum Einsatz, als Speichermedien wurden bereits Steckmodule verwendet.
Im Jahr 1983 brach der Videospiele-Markt ein, die Lücke in der Spielkonsolen-Geschichte wurde durch Heimcomputer gefüllt; siehe Geschichte der Videospiele. Man prophezeite das Ende der Spielkonsolen-Ära, bis neue Konsolen, wie z. B. das Nintendo Entertainment System, einen Teil des Marktes zurückeroberten.

### 8-Bit-Ära nach dem Video-Game-Crash (1982 bis 1987)
Die dritte Generation bot im Vergleich zur zweiten verbesserte 2D-Grafikfähigkeiten, mehr Farben, Grafikbeschleunigung und einen etwas größeren Speicher. Auch hier wurden noch 8-Bit-Prozessoren verwendet.

### 16-Bit-Ära (1988 bis 1993)
Die vierte Generation besaß meist 16-Bit-Prozessoren, bereits umfangreiche 2D-Grafiken, rudimentäre 3D-Grafikfähigkeiten und Möglichkeiten für größere Speichermodule und Erweiterungen. Erstmals wurde auch die CD als Speichermedium verwendet.

### Durchbruch der 3D-Konsolen (1993 bis 1999)
Die fünfte Generation bot 3D-Grafikfähigkeit, gerenderte Videosequenzen und bessere Sound-Chips. Die meisten Konsolen verwendeten ab dieser Generation CDs anstelle von Modulen als Speichermedium. Dazu kamen erstmals Vibrationsfunktionen an Controllern, Memory-Cards zum Speichern von Spielständen, das Abspielen von Audio-CDs und in Ausnahmefällen ein Online-Zugang zum Einsatz.

### Erweiterte Multimediafunktionen (1998 bis 2005)
Die sechste Generation bot teils erweiterte Multimediafähigkeiten (Video-DVDs abspielbar, Onlinezugang, Mehrkanalton, Fernbedienung optional), teilweise optische Audio-Ausgänge, USB- und Netzwerkanschlüsse, verbesserte 3D-Grafik und einen optionalen Einbau von Festplatten.

### Erweiterte Onlinefunktionalitäten und Bewegungssteuerung (November 2004 bis 2010)
Die Konsolen der siebten Generation sind via Dial-up, Ethernet oder WLAN onlinefähig und bieten erweiterte Multimedia-Fähigkeiten. Noch bedeutender in dieser Generation war allerdings der vermehrte Einsatz bzw. die feste Etablierung von Spielsteuerungen mittels Bewegungen. Dabei unterscheiden sich die verschiedenen Konzepte der Hersteller zur Umsetzung einer Bewegungssteuerung enorm.
Microsoft und Sony entwickelten ihre Konsolen mit Xbox 360 bzw. PlayStation 3 konsequent weiter in Richtung Steigerung der Rechenleistung und Grafikfähigkeiten sowie der Wiedergabe von DVD-Nachfolgerformaten. Sony benutzte zudem einen kabellosen bewegungsempfindlichen Controller (Sixaxis), der dem ursprünglichen äußeren Design der PS2-Controller entspricht. Seit Juli 2008 sind auch aus den Vorgängermodellen bekannte Controller mit Dualshock-Funktion erhältlich.
Nintendo grenzte sich dagegen deutlich von seinen beiden Mitbewerbern ab und setzte mit ihrer Konsole Wii bei kaum verbesserter Grafikleistung auf innovative Controller (Wiimote), die Bewegungssensoren und eine eingebaute infrarotempfindliche Kamera besitzen. Damit wird sowohl eine Lage- und Beschleunigungserkennung möglich wie auch die genaue Erkennung des anvisierten Punktes am Fernsehbild, ähnlich einer Maus am PC. Das 2009 erschienene Wii MotionPlus verbesserte die Bewegungserkennung zusätzlich. Mit vergleichsweise günstigem Preis und zugänglichem Spieledesign wurde versucht, zusätzliche Käuferschichten anzusprechen. Der Stromverbrauch liegt unter dem der beiden Mitbewerber.
Später, im Jahr 2010, veröffentlichten auch Sony und Microsoft verbesserte Bewegungssteuerungen als Erweiterungen für ihre Konsolen. Während Sonys PlayStation Move sowohl einen bewegungsempfindlichen Controller als auch eine Kamera (PlayStation Eye), die diesen erkennt, beinhaltet, verzichtet Microsofts Kinect auf einen Controller und wird mithilfe einer Tiefensensor- und Farbkamera alleine durch Körperbewegungen gesteuert.
|                            | Wii                                                                                   | Xbox 360 | PlayStation 3                                                                                  |
| -------------------------- | ------------------------------------------------------------------------------------- | --- | ---------------------------------------------------------------------------------------------- |
| Hersteller                 | Nintendo                                                                              | Microsoft | Sony                                                                                           |
| Erstveröffentlichung       | 19. November 2006 (USA)                                                               | 22. November 2005 (USA) | 11. November 2006 (Japan)                                                                      |
| Prozessor                  | IBM Broadway (729 MHz)                                                                | IBM Xenon (3 × 3,2 GHz) | Sony/Toshiba/IBM Cell Broadband Engine (8 × 3,2 GHz)                                           |
| Random-Access Memory       | 24 MB 1T-SRAM + 64 MB GDDR3 SDRAM + 3 MB GPU-Textur-Speicher                          | 512 MB GDDR3-RAM mit 22,4 GByte/s + 10 MB eDRAM mit 32 GByte/s                                                                               | 256 MB XDR-DRAM mit 25,6 GByte/s + 256 MB GDDR3-VRAM mit 20,8 GByte/s                          |
| Interner Speicher          | 512 MB interner Flash-Speicher                                                        | bis zu 320 GB HDD | bis zu 750 GB HDD                                                                              |
| Grafikchip                 | ATI Hollywood (243 MHz)                                                               | ATI Xenos (500 MHz) | Nvidia RSX (500 MHz)                                                                           |
| optisches Laufwerk         | eigene Formate (GameCube und Wii): „DOL-006“ (8 cm) und „RVL-006“ (12 cm)             | CD, DVD (HD DVD mit externem Laufwerk) | CD, DVD, SACD, Blu-ray                                                                         |
| maximale Videoqualität     | SDTV = 480p (NTSC) oder 576i (PAL/SECAM), 480i (HDTV, Komponenten-Kabel erforderlich) | HDTV = 480p – 720p – 1080i/p (HDMI-Unterstützung seit Zephyr)                                                                                | HDTV = 480p – 720p – 1080i/p (unterstützt HDMI)                                                |
| Preis bei Einführung (UVP) | 249,99 Euro (inkl. Spiel) 94,99 Euro (Wii Mini, ohne Netzwerkfähigkeiten)             | 299,99 Euro (Core) 399,99 Euro (Premium) 249,99 Euro (Slim-Version mit 250 GB Festplatte) 199,99 Euro (Slim-Version mit 4 GB Flash-Speicher) | 599,99 Euro (1. Generation) 249,99 Euro (Super-Slim-Version mit 12 GB internem Flash-Speicher) |

### Entertainment- und Einsteigerkonsolen (2010 bis heute)
Die erste weltweit veröffentlichte Konsole der achten Generation war Nintendos Wii U, die am 18. November 2012 in Nordamerika erschien. Der Verkauf in Europa und Australien begann am 30. November 2012 und in Japan am 8. Dezember 2012. Die Konsole ist sowohl zur Software als auch zum Zubehör des Vorgängers Wii abwärtskompatibel. Technisch liegt das Gerät etwa auf dem Leistungsniveau der PlayStation 3 und Xbox 360. Hauptmerkmal ist ein Gamecontroller mit einem berührungssensitiven, integrierten Zweitbildschirm namens Wii U GamePad, der u. a. in Verbindung mit dem Spielgeschehen am Monitor/Fernseher für die Darstellung ergänzender Inhalte genutzt werden kann.
Die PlayStation 4 wurde von Sony am 20. Februar 2013 der Öffentlichkeit präsentiert. Sie basiert erstmals auf einer x86-Mikroarchitektur, dem AMD Jaguar, und wurde als eine APU (Accelerated Processing Unit) realisiert. Prozessor und Grafikeinheit befinden sich somit auf einem gemeinsamen Chip. Die Auslieferung der Konsole erfolgte ab November 2013.
Die Xbox One von Microsoft wurde am 21. Mai 2013 präsentiert und ebenfalls ab November 2013 ausgeliefert.
Daneben präsentierten mehrere Anbieter neue Konsolenkonzepte, die häufig auf dem Betriebssystem Android für Mobilgeräte beruhen. In einem Beitrag, der sowohl auf der US-amerikanischen Branchenwebsite Gamasutra als auch vom britischen Spielemagazin Edge veröffentlicht wurde, bezeichnete Autor und Spieleentwickler Tadgh Kelly diese in Anlehnung an den Begriff Mikrocomputer für kostengünstige Heimcomputer wie den BBC Micro, den Commodore 64, den Sinclair Spectrum oder den Amiga als microconsoles (Mikrokonsole). Dabei handele es sich um nicht sonderlich große und im Vergleich zu den bisherigen Anbietern weniger leistungsfähige Geräte, die dafür wesentlich kleiner und günstiger seien und deren Spiele ebenfalls zu einem weitaus günstigeren Preis über den integrierten Onlineshop veröffentlicht würden. Laut dem US-amerikanischen Spielemagazin 1Up.com ziele außerdem keine dieser Konsolen darauf ab, mit anderen Anbietern um die Stellung als alleinige Spielemaschine zu konkurrieren.
Zu den bekanntesten Vertretern dieser Mikrokonsolen zählt die mit Hilfe einer Crowdfunding-Kampagne über Kickstarter finanzierte Ouya. Mit der Auslieferung der Ouya wurde im April 2013 begonnen. Als Betriebssystem wird eine Android-Variante verwendet. Ausgerüstet mit einem Nvidia-Tegra-3-SoC (Quad-Core mit 1,4 GHz) verfügt die Konsole über 1 GB RAM und unterstützt über HDMI 1080p.

#### Klassische Heimkonsolen
|                            | Wii U | Xbox One | PlayStation 4                                                                                               |
| -------------------------- | --- | --- | --- |
| Hersteller                 | Nintendo | Microsoft | Sony |
| Erstveröffentlichung       | 18. November 2012 (USA) 30. November 2012 (Europa)                                                                         | 22. November 2013 (USA/Europa, 13 andere Länder) | 15. November 2013 (USA) 29. November 2013 (Europa)                                                          |
| Prozessor                  | IBM Espresso PowerPC (3 × 1,2 GHz)                                                                                         | AMD-Jaguar-basierter x86-Prozessor (8 × 1,75 GHz) | AMD-Jaguar-basierter x86-Prozessor (8 × 1,6 GHz)                                                            |
| Random-Access Memory       | 2 GB DDR3-1600 RAM mit 12,8 GByte/s (davon 1 GByte für Spiele) 32 MB eDRAM mit 256 GByte/s                                 | 8 GB DDR3-2133 RAM mit 68,3 GByte/s 32 MB eSRAM mit 2 × 109 GByte/s (davon 3 GByte für System reserviert)                                             | 8 GB GDDR5 RAM mit 176 GByte/s (hUMA) 256 MB DDR3-RAM                                                       |
| Interner Speicher          | 8 GB (32 GB bei Premium Set) Flashspeicher (via USB mit bis zu 2 TB oder SD-Karten aufrüstbar, letzteres nur im Wii-Modus) | Wahlweise 500 GB, 1 TB SSHD oder 1 TB HDD (nicht auswechselbar, weitere externe Festplatten können per USB angeschlossen werden)                      | Wahlweise 500 GB bzw. 1 TB HDD (auswechselbar)                                                              |
| Grafikchip                 | AMD Radeon Latte (550 MHz)                                                                                                 | Custom AMD-Radeon (853 MHz) mit: 768 Shader (1,31 TFLOP/s) 48 TMUs (40,944 GTexel/s) 16 ROPs (13,648 GPixel/s)                                        | Custom-AMD-Radeon (800 MHz) mit: 1152 Shader (1,84 TFLOP/s) 72 TMUs (57,6 GTexel/s) 32 ROPs (25,6 GPixel/s) |
| Zusätzliche Prozessoren    | - Audio-DSP - Extra Prozessor für das Betriebssystem                                                                       | 15 Co-Prozessoren: - Audio-DSP (bestehend aus 8 Prozessoren) - 4 Move Engines (DMA) - 3 Videoprozessoren (zur Ent- und Dekodierung, sowie Skalierung) | - AMD TrueAudio DSP - Sekundärchip für Netzwerkprozesse                                                     |
| Optisches Laufwerk         | eigene Formate (Wii und Wii U): „RVL-006“ (12 cm) und proprietäre Wii-U-Disc                                               | DVD, Blu-ray | DVD, Blu-ray                                                                                                |
| Maximale Videoqualität     | HDTV = 480p, 720p, 1080i/p (unterstützt HDMI)                                                                              | HDTV = 1080p – 4K (unterstützt HDMI) | HDTV = 480p, 720p, 1080i/p, 2160p (4K/Ultra HD) (unterstützt HDMI)                                          |
| Preis bei Einführung (UVP) | Basic-Version: 299,99 Euro Premium-Version: 349,99 Euro                                                                    | 399,99 Euro (in einem späteren Bundle ohne Kinect-Kamera) 499,99 Euro (zu Release mit Kinect-Kamera)                                                  | 399,99 Euro (ohne PSMove-Kamera) 439,99 Euro (mit PSMove-Kamera) 399,99 Euro (Slim)                         |

#### Mikrokonsolen und andere
| Name                 | Hersteller        | Erscheinungsdatum                                                                   | Betriebssystem | CPU                       | GPU                           | Preis bei Einführung |
| -------------------- | ----------------- | ----------------------------------------------------------------------------------- | -------------- | ------------------------- | ----------------------------- | -------------------- |
| Steam Machine        | Valve Corporation | ab 2015                                                                             | SteamOS        | modellabhängig            | modellabhängig                | modellabhängig       |
| GameStick            | PlayJam           | 29. Oktober 2013                                                                    | Android 4.2    | Amlogic 8726-MX           | Mali-400 MP GPU               | unbekannt            |
| MOJO                 | Mad Catz          | 10. Dezember 2013                                                                   | Android 4.2.2  | Tegra 4                   | Tegra 4 (APU)                 | 159,99 Euro          |
| Ouya                 | Ouya Inc.         | März 2013 (USA); 15. November 2013 (D, A, CH)                                       | Android 4.1    | Nvidia Tegra 3 SoC (ARM)  | Nvidia GeForce GPU (520 MHz)  | 109,99 Euro          |
| NES Classic Mini     | Nintendo          | 10. November 2016 (J, AUS); 11. November 2016 (PH, NA, EU); 23. November 2016 (RUS) | eigenes        | Cortex-A7                 | Mali-400 MP2                  | 69,99 Euro           |
| SNES Classic Mini    | Nintendo          | 5. Oktober 2017 (J); 29. September 2017 (EU, USA); 30. September 2017 (AUS)         | eigenes        | Cortex-A7                 | Mali-400 MP2                  |                      |
| Nvidia Shield TV     | Nvidia            | Mai 2015 (USA); Oktober 2015 (D, A, CH)                                             | Android 5      | Nvidia Tegra X1 SoC (ARM) | Nvidia Maxwell GPU (1000 MHz) | 199,99 Euro          |
| PlayStation Classic  | Sony              | 3. Dezember 2018                                                                    | eigenes        | Cortex-A35                | MediaTek 8167a                |                      |
| Sega Mega Drive Mini | Sega              | 19. September 2019 (J, USA); 4. Oktober 2019 (EU)                                   | Linux          | ZUIKI Z 7213              |                               |                      |

Auf den ausbleibenden Erfolg der Wii U reagierte Nintendo mit der Entwicklung einer neuen Konsole. Die Nintendo Switch wurde am 20. Oktober 2016 auf YouTube sowie der offiziellen Website von Nintendo offiziell zum ersten Mal vorgestellt. Die Besonderheit der Switch ist ihre Hybridtechnik, die sie sowohl unterwegs als Handheld-Konsole als auch zuhause am Monitor als dann leistungsstärkere Heimkonsole nutzbar macht. Damit ist die Switch nicht nur als Nachfolger der Wii U, sondern de facto auch der Handheld-Konsole Nintendo 3DS. Hardwareseitig wandte sich Nintendo von IBMs PowerPC-Architektur ab, die seit dem Gamecube in den Konsolen des Unternehmens verbaut war. Allerdings blieb der stattdessen verwendete, modifizierte Tegra-X1-Prozessor von Nvidia weiterhin hinter der Leistung der Konkurrenzkonsolen von Sony und Microsoft zurück. Am 3. März 2017 wurde die Switch zum Verkauf freigegeben.
Sony und Microsoft reagierten ihrerseits auf die zunehmende Beliebtheit von VR-Technik in Spielen (u. a. PlayStation VR und Nintendo Labo VR, veröffentlicht am 12. Oktober 2016) sowie die aufkommende Nachfrage nach HDR-Grafik, 4K-Bildschirmauflösung und stabileren Bildfrequenzen mit leistungsfähigeren Zwischengenerationen ihrer etablierten Konsolen, namentlich der PlayStation 4 Pro und der Xbox One X (Projektname Xbox Scorpio). Diese High-End-Versionen wurden parallel zu den bisherigen Modellen in den Verkauf gebracht. Alle Spieleveröffentlichungen blieben sowohl zu den alten als auch den neuen Konsolenversionen kompatibel, konnten auf einem Modell der Zwischengeneration jedoch möglicherweise bessere Leistungen erreichen. Die PlayStation 4 Pro erschien am 10. November 2016, die Xbox One X am 7. November 2017. Die Xbox One X wurde in dieser Konstellation gemeinhin als die leistungsfähigste Konsole bewertet.
|                            | Nintendo Switch                                           | Xbox One X                                                   | PlayStation 4 Pro                                                |
| -------------------------- | --------------------------------------------------------- | ------------------------------------------------------------ | ---------------------------------------------------------------- |
| Hersteller                 | Nintendo                                                  | Microsoft                                                    | Sony                                                             |
| Erstveröffentlichung       | 3. März 2017                                              | 7. November 2017                                             | 10. November 2016                                                |
| Prozessor                  | NVIDIA Tegra X1-Prozessor                                 | 2 × 4 Core AMD Jaguar x86 64-Bit-CPU mit 2,3 GHz             | 2 × 4 Core AMD Jaguar x86 64-Bit-CPU mit 2,1 GHz                 |
| Random-Access Memory       | 4 GB LPDDR4-RAM + VRAM                                    | 12 GB GDDR5 (384 Bit – 326 GB/s)                             | 8 GB GDDR5 (256 Bit – 218 GB/s)                                  |
| Interner Speicher          | 32 GB Flashspeicher (via USB oder SD-Karten aufrüstbar)   | 1 TB HDD (nicht auswechselbar)                               | 1 TB HDD (auswechselbar)                                         |
| Grafikchip                 | 1 TFLOPS, Custom Nvidia-Tegra-Prozessor                   | 6 TFLOPS, 40 AMD-Radeon Compute Units, 2560 Shader-Einheiten | 4,198 TFLOPS, 36 AMD-Radeon Compute Units, 2304 Shader-Einheiten |
| Zusätzliche Prozessoren    | unbekannt                                                 | unbekannt                                                    | ja                                                               |
| Datenträger                | Steckmodul                                                | Ultra HD Blu-ray                                             | Blu-ray-Disc                                                     |
| Maximale Videoqualitäten   | Im Dock (HD-TV) = 720p, 900p, 1080p Portabel: HDTV = 720p | UHD-TV = 720p, 1080p, 2160p/UHD HDR                          | UHD-TV = 720p, 1080p, 2160p/UHD HDR                              |
| Energieverbrauch           | 10 – 18 Watt                                              | 65 – 180 Watt                                                | bis zu 310 Watt                                                  |
| Preis bei Einführung (UVP) | 329,99 Euro                                               | 499,99 Euro                                                  | 399,99 Euro                                                      |

### Gegenwart der Spielekonsolen (ab 2020)
Die neunte Generation wurde beginnend mit Microsoft durch Ankündigung ihrer Spielekonsole unter dem Namen Xbox Series X am 9. Juni 2019 auf der Electronic Entertainment Expo in Los Angeles – damals noch mit dem Projektnamen Project Scarlett – eingeläutet. Am 8. September 2020 wurde die Xbox Series S angekündigt, eine günstigere, weniger leistungsstarke Variante ohne Disc-Laufwerk. Beide erschienen weltweit am 10. November 2020. Sony kündigte schließlich die Nachfolger-Konsole der PlayStation 4, die PlayStation 5, am 8. Oktober 2019 offiziell in einem Artikel auf dem US-amerikanischen PlayStation Blog an. Sie ist in zwei Versionen erhältlich: eine mit und eine ohne Laufwerk. Die Spezifikationen der beiden neuen Konsolen, die im November 2020 weltweit veröffentlicht wurden, sind:
|                            | Xbox Series X                                                       | PlayStation 5                                                           | Nintendo Switch 2                |
| -------------------------- | ------------------------------------------------------------------- | ----------------------------------------------------------------------- | -------------------------------- |
| Hersteller                 | Microsoft                                                           | Sony                                                                    | Nintendo                         |
| Prozessor                  | 8 Kerne der Zen-2-Cores-Reihe mit jeweils 3,8 GHz (3,6 GHz bei SMT) | 8 Kerne der Zen-2-Cores-Reihe mit variabler Frequenz bis zu 3,5 GHz     | Custom Nvidia-Ampere-Prozessor   |
| Random-Access Memory       | 16 GB GDDR6 (10 GB bei 560 GB/s, 6 GB bei 336 GB/s)                 | 16 GB GDDR6 (448 GB/s)                                                  | 12 GB LPDDR5X                    |
| Interner Speicher          | 1 TB Custom NVMe SSD                                                | 825 GB Custom SSD                                                       | 256 GB SK Hynix UFS              |
| IO-Throughput              | 2,4 GB/s (Raw), 4,8 GB/s (Compressed)                               | 5,5 GB/s (Raw), 8-9 GB/s (Compressed)                                   | unbekannt                        |
| Grafikchip                 | Custom RDNA 2 mit 12 TFLOPS, 52 CUs bei 1,825 GHz                   | Custom RDNA 2 mit 10,28 TFLOPS, 36 CUs bei 2,23 GHz (variable Frequenz) | Custom Nvidia-Ampere-Prozessor   |
| Erweiterbarer Speicher     | Proprietäre SSD-Steckkarte                                          | M.2 NVMe SSD                                                            | microSD Express (PCIe, bis 2 TB) |
| Externe Datenträger        | USB 3.2 HDD                                                         | USB HDD                                                                 | unbekannt                        |
| Datenträger                | Ultra HD Blu-ray                                                    | Ultra HD Blu-ray (außer PlayStation 5 Digital Edition)                  | Steckmodul                       |
| Energieverbrauch           | bis zu 209 Watt                                                     | bis zu 350 Watt                                                         | bis zu 19 Watt                   |
| Preis bei Einführung (UVP) | 499,99 Euro                                                         | 499,99 Euro                                                             | 469,99 Euro                      |

Trends der Konsolen dieser Generation sind u. a. schnellere Ladezeiten durch die Verwendung von Solid-State-Drives (SSDs), die Unterstützung von Raytracing, die zunehmende Anzahl an Spielen, die Bildfrequenzen von über 60 Bildern pro Sekunde unterstützen, größere Gehäuse mit besseren Kühlungs- und Belüftungssystemen und Schallschutz sowie alternative, günstigere Konsolenmodelle, die über keine Laufwerke mehr verfügen (siehe z. B. PlayStation 5 Digital Edition und Xbox Series S).